# Luigi Dallapiccola
Œuvres principales
- Volo di notte (Vol de nuit) (1940)
- Il ritorno d'Ulisse in patria (1942)
- Il prigioniero (Le Prisonnier) (1949)
- Ulisse (Ulysse) (1968)

Luigi Dallapiccola, né le 3 février 1904 à Mitterburg (aujourd'hui Pisino), dans le Comitat d'Istrie, et mort le 19 février 1975 à Florence (Toscane), est un pianiste et compositeur italien des périodes moderne et contemporaine.

## Biographie

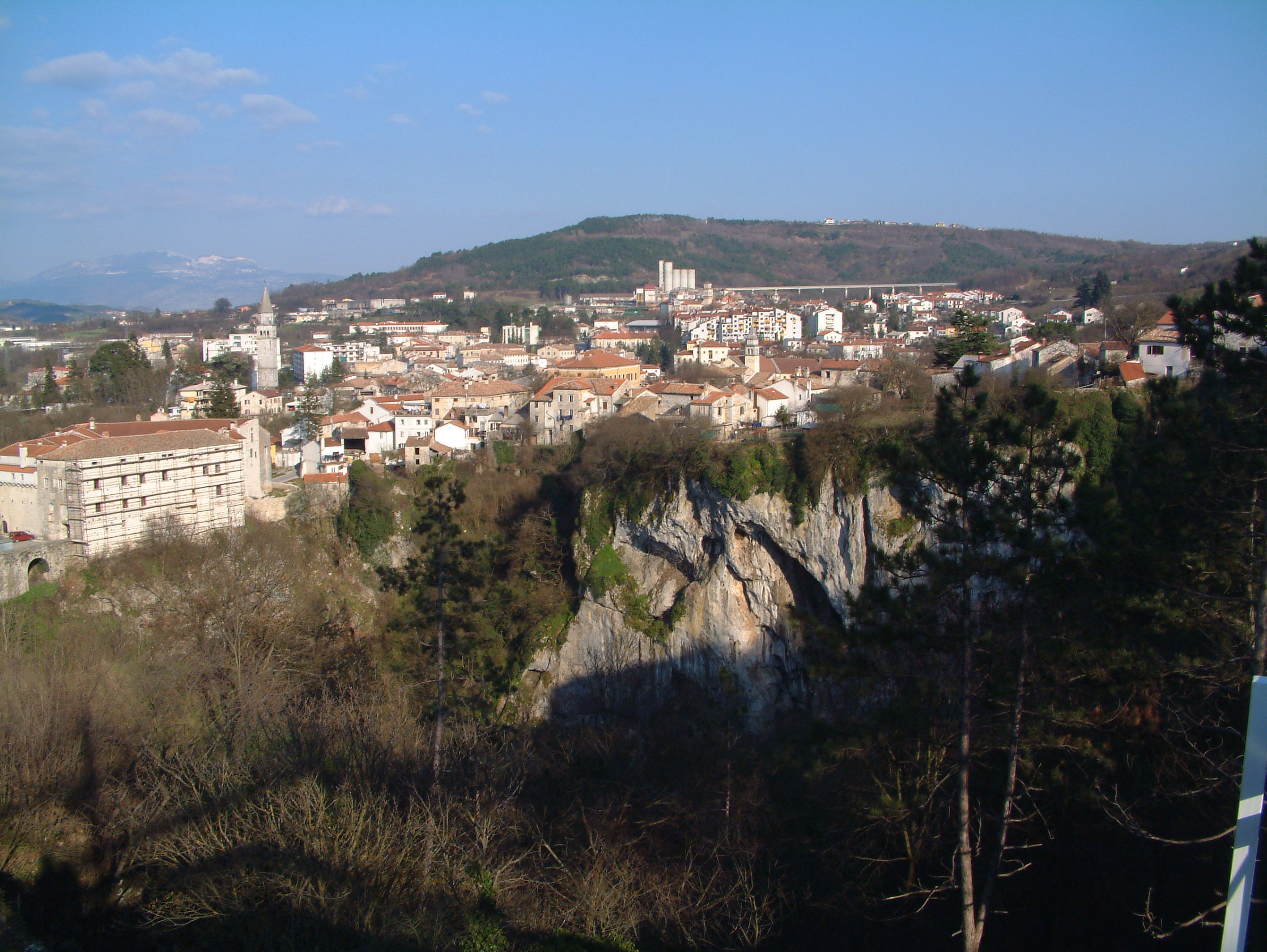
Pisino, lieu de naissance de Dallapíccola.

### Jeunesse et études
Luigi Dallapiccola est né à Mitterburg (Pisino jusqu'en 1945, puis Pazin en Yougoslavie, aujourd'hui Croatie) dans le Comitat d'Istrie appartenant alors à l'Autriche-Hongrie à environ 40 km de Trieste. Son père, Pio Dallapíccola (1869-1951), professeur de latin et de grec, était directeur du « Realgymnasium » local. Pio Dallapíccola était un important activiste qui militait pour obtenir l'indépendance de l'Istrie.
En 1914, Luigi entre au collège de son père tout en continuant ses études de piano commencées quelques années auparavant. En 1915, lors de l'entrée en guerre de l'Italie, le gouvernement autrichien ferme le collège que dirige le père de Luigi. En 1917, le père est arrêté comme « élément subversif » et sa famille est assignée à résidence à Graz. Malgré les difficultés de ce moment, Luigi pourra assister à de nombreuses représentations d'opéras dans cette ville, et sera très marqué en particulier par les opéras de Wagner. Sa vocation de compositeur naît à cette époque.
La guerre terminée, la famille revient à Pisino et Luigi peut faire des études de musique à Trieste, avec Alice Andrich Florio et Antonio Illersberg (it); ce dernier lui fait découvrir en 1921 le Manuel d'harmonie d'Arnold Schönberg, qui aura sur lui une profonde influence tout au cours de sa carrière.
En 1922, Luigi va continuer ses études à Florence, qui deviendra son lieu de résidence jusqu'à la fin de sa vie. Il étudie le piano avec Ernesto Consolo, et la composition au début avec Roberto Casiraghi et Corrado Barbieri, et ensuite avec Vito Frazzi.

### Années de découvertes
L'année 1924 sera une année très importante, puisque Dallapiccola obtient son diplôme de piano et assiste, le 1er avril, à une représentation, à la Sala Bianca du palais Pitti, du Pierrot lunaire, dirigé par Schönberg lui-même : cet évènement aura une importance décisive pour sa future carrière. Dallapiccola compose alors ses premières œuvres : des chants sur des textes du poète Biagio Marin (1924-26), quatre chants Della mia terra sur des textes de chansons populaires d'Istrie, et la Canzone del Quarnero sur le poème homonyme de Gabriele D’Annunzio (1930).
L'ambiance de Florence sera déterminante pour sa formation et sa carrière de concertiste comme pianiste. En 1930, il commence à se produire avec son ami et violoniste Sandro Materassi. Cette collaboration se transformera en une amitié fraternelle de plus de quarante années. Ils diffusaient la nouvelle musique, entre autres celle de Debussy, Ravel, Stravinsky et Jánacek.
A eu également une grande importance le voyage à Berlin et à Vienne en 1930, lors duquel il a pu assister à des représentations des opéras Elektra et Salomé de Strauss, qui l'impressionnèrent; Simon Boccanegra, qui lui a fait découvrir que Verdi « n'était pas seulement ce qu'on lui avait enseigné »; la Première Symphonie de Mahler. En 1931, diplômé en composition, il fait la connaissance de Riccardo Malipiero et d'Alfredo Casella.
Dallapiccola assiste en 1932 à la création du Torneo nocturno, un opéra de Gian Francesco Malipiero, qui lui causera une grande impression et aura une influence sur son propre œuvre.

### Premières compositions et reconnaissances
En 1934, il obtient le poste de professeur de Piano Complementario au Conservatoire Luigi Cherubini de Florence (où il a pour élève notamment Ernesto Rubin de Cervin Albrizzi), tandis que le Divertimento in quattro esercizi termine ses expériences juvéniles, faisant le « premier pas vers l'indépendance ». La Musique pour trois pianos (Inni) obtient le premier prix au « Concorso internazionale del Carillon ».
Dans les années 1930, il reçoit des récompenses dans les concours internationaux avec la Partita pour orchestre. En 1938, il épouse Laura Coen Luzzatto, qui deviendra vite indispensable pour le développement du langage de Dallapiccola.
En 1936, il termine la troisième série des Chœurs de Michelangelo Buonarroti, et commence Tre laudi, une œuvre où il utilise pour la première fois une série complète de douze notes. Il continue à maintenir des contacts internationaux avec des personnalités importantes; il voyage à Prague, Vienne, Paris; il fait la connaissance d'Alban Berg à Florence; de Darius Milhaud et Francis Poulenc, à Paris; il obtient l'autorisation d'Antoine de Saint-Exupéry pour écrire un livret à partir du roman Vol de nuit. Avec la transcription du Ritorno di Ulisse in patria, de Monteverdi, Dallapiccola aborde pour la première fois la figure mythique d'Homère : son intention était d'adapter l'Ulysse montéverdien au théâtre musical contemporain, une édition sans prétentions musicologiques. Cette publication marque le début de la collaboration avec la maison d'édition Edizioni Suvini Zerboni, de Milan, qu'il a poursuivie durant toute sa vie.
Dallapiccola réagit avec indignation aux persécutions raciales de 1938, d'où les Canti di prigionia (« Chants de prison »), écrits sur un texte du philosophe médiéval Boèce. En 1939, il est nommé académicien de Santa Cecilia, et l'année suivante, il est appelé à occuper, « pour mérites éminents », la chaire de Composition du Conservatoire de Florence. Dans une atmosphère de confusion générale et d'incertitudes est créé l'opéra Volo di notte (Vol de nuit).
Les années de la guerre, de 1942 à 1945, seront période pleine d'angoisse et de souffrances. Lorsque tombe le gouvernement de Mussolini, l'Italie est occupée par les troupes allemandes et les déportations de juifs commencent. Dallapiccola, qui était marié avec Laura, de religion juive, fut forcé d'abandonner son travail et sa maison à Florence pour se cacher chez des amis, dans une villa de Fiesole. Là sont nées les premières ébauches de l'opéra Il prigioniero (son œuvre est fortement imprégnée de ses expériences personnelles : la réclusion à Graz, la figure menaçante de Philippe II, les persécutions raciales contre son épouse).

### Après-guerre et fin de carrière
La libération de Florence, le 11 août 1944, est accueillie par une explosion de joie. Dallapiccola renonce au poste de professeur de composition, pour recommencer à enseigner le pianoforte complementare. Le 1er décembre naît sa fille, à qui il donne le nom d'Annalibera. Il renoue ses grands contacts internationaux : à Londres, il obtient la réadmission de l'Italie dans la Société internationale de musique contemporaine. Pour la première fois, sa musique est jouée aux États-Unis (New York, Due liriche di Anacreonte). Il commence à cette époque une collaboration avec le journal Il Mondo, dirigé par Alessandro Bonsanti, pour la page de musique. En 1949, il trouve enfin le courage d'écrire au compositeur autrichien Arnold Schönberg, à l'occasion de ses soixante-quinze ans, pour lui annoncer la dédicace des Tre Poemi.
En 1950 est représenté Il prigioniero au Maggio Musicale Fiorentino, pendant qu'il compose, pour l'année jubilaire, Job : una sacra rappresentazione. Sa renommée internationale ne cesse de croître : Serge Koussevitzki l'invite à faire un cours à Tanglewood (où il aura comme élève le jeune Luciano Berio), alors que Il prigioniero est représenté au Juilliard Theatre de New York. Il commence les Canti di liberazione, et lors de son second voyage aux États-Unis, il fait la connaissance de Thomas Mann, qui lui rendra visite à Florence en 1954; toujours à New York, il rencontre Toscanini, et voyage en automobile jusqu'au Mexique (où il assiste pour la première fois à un concert consacré entièrement à sa musique). Ce voyage a conduira à une réflexion autobiographique qui apparaît dans Ulisse.
Il est invité à donner des classes de maître au Queens College de New York et à l'Université de Californie. En 1949, à Milan, il sera l'un des organisateurs du Premier Congrès international de la musique dodécaphonique, avec Riccardo Malipiero et des collègues plus jeunes tels que Camillo Togni et Bruno Maderna.
En 1968 a été représenté à Berlin son Ulisse, opéra sur un livret écrit par lui d'après l'Odyssée; cet opéra est le résultat d'un travail de plus de dix ans que le compositeur décrit comme « le résultat de toute une vie ».
En 1972, il compose Commiato pour voix et instruments, avec un titre prophétique : ce sera sa dernière composition.
Luigi Dallapiccola s'éteint à Florence le 19 février 1975, d'un œdème pulmonaire, dans sa maison de la via Romana 34 (à l'intérieur du Palazzo di Annalena).

## Style et orientation
Humaniste de gauche, Luigi Dallapiccola traite dans ses opéras et ses cantates le thème de l'homme qui, au sein d'une société essentiellement hostile, se cherche sans pouvoir aller au bout de cette quête.
Musicalement, Dallapiccola est influencé par le dodécaphonisme, qu'il traite cependant dans la tradition italienne du bel canto. Selon Jacques-Emmanuel Fousnaquer, « de tous les musiciens italiens nés au tournant du siècle, lui seul a les qualités d'homme de synthèse qui lui permettent de se maintenir au premier plan dans la tourmente dodécaphonique. [...] C'est, chez lui, une démarche profondément voulue, consentie, nécessaire, qui correspond à des aspirations expressives sincères. Son emploi du langage sériel reste d'ailleurs très souple et n'a que peu à voir, à cet égard, avec le sérialisme plus dogmatique, webernien, auquel s'apprête à succomber Stravinsky ».
Pendant ses dernières années, il explore son propre style, une musique sérielle plus dépouillée.

## Honneurs

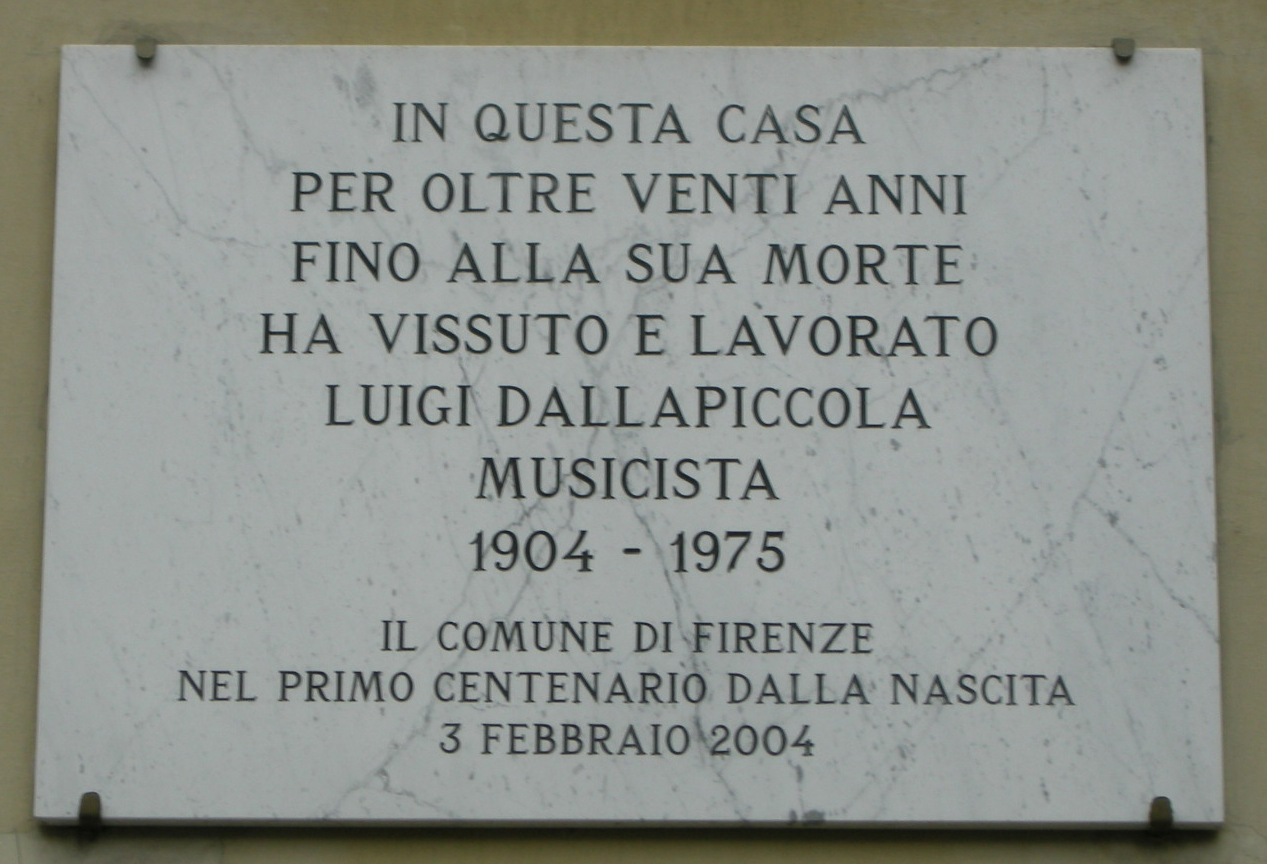
Plaque sur la maison de Dallapiccola.

Au cours de sa vie, Dallapiccola a reçu de nombreuses distinctions : en 1953, il est devenu membre de l'Académie des beaux-arts de Bavière, puis il a été nommé membre de l'Académie de l'art de Berlin (1958), de la Royal Academy of Music de Londres (1969) et de l'Académie de musique et de l'art de Graz (1969). Il a reçu en outre le Grand Prix pour la musique de Rhénanie-du-Nord-Westphalie, le prix Ludwig-Spohr de la ville de Brunswick, le prix Moretti d'oro de la région Frioul-Vénétie Julienne, le prix Arthur-Honegger à Paris (1972), le prix Feltrinelli pour la musique attribué par l'Accademia Nazionale dei Lincei (1973) et le prix international d'art Albert-Schweitzer.
Il a été fait docteur honoris causa de l'Université de Durham et de l'Université d'Édimbourg (en 1973); la même année il a été fait chevalier grand-croix de l'Ordre du Mérite de la République italienne.
Le 21 mai 1976, le recteur de l’Université de Bologne Tito Carnacini, a conféré à Luigi Dallapiccola et à Goffredo Petrassi le titre de docteur honoris causa pour les arts, la musique et le spectacle; c'est la veuve de Luigi Dallapiccola qui a reçu le diplôme.

## Œuvres classées
Opéras
- Volo di notte (Vol de nuit) (1937-39, création le 18 mai 1940, Florence), opéra en un acte d'après Antoine de Saint-Exupéry
- Il ritorno d'Ulisse in patria (Le Retour d'Ulysse dans sa patrie) (1942), transcription et adaptation de l'opéra de Claudio Monteverdi
- Il prigioniero (Le Prisonnier) (création le 4 décembre 1949 à la RAI, première scénique le 20 mai 1950, Florence), opéra en un prologue et un acte d'après Auguste de Villiers de l'Isle-Adam
- Ulisse (Ulysse) (1959-1968, création sous le titre Odysseus, Berlin, le 29 septembre 1968 sur un livret en allemand, première en italien : Milan 1969), opéra en un prologue et deux actes d'après Homère

Cantates
- Canti di prigionia (Chants de prison) (1941), pour chœur mixte et ensemble instrumental
- Canti di liberazione (Chants de libération) (1955), pour chœur et orchestre

Mélodies
- Due liriche del Kalevala (Deux poèmes lyriques du Kalevala) (1931), pour ténor, baryton, chœur de chambre et quatre instruments à percussion
- Tre laudi (Trois laudes) (1937), pour voix aiguë et orchestre de chambre
- Rencesvals (Trois fragments de La Chanson de Roland) (1946) pour chant et piano
- Due liriche di Anacreonte - Liriche Greche II (Deux poèmes lyriques d'Anacréon - Lyrique grecque) (1946), pour soprano et ensemble
- Tre poemi (Trois poèmes) (1949), pour voix et ensemble
- Goethe-Lieder (1953), pour soprano et trois clarinettes
- Cinque canti (Cinq chants) (1956), pour baryton et quelques instruments
- Sicut Umbra (texte de Juan Ramón Jiménez), pour mezzo-soprano et 15 instruments (1969-70, création le 30 octobre 1970, Washington)
- Commiato, pour soprano et quinze instrumentistes (1972, création le 15 octobre 1972, Festival de Styrie, Murau, Autriche)

Musique symphonique
- Dalla mia terra pour mezzo-soprano, chœur et orchestre (1928)
- Partita pour soprano, chœur et orchestre (1930-1932, création le 22 janvier 1933, Florence)
- Tre studi pour soprano et orchestre de chambre (1932)
- Rapsodia pour voix et orchestre de chambre (1932-1933)
- Piccolo concerto per Muriel Couvreux pour piano et orchestre (1939-1941, création le 1er mai 1941, Rome)
- Due pezzi pour orchestre] (transcription de Due Studi pour violon et piano) (1946-1947)
- Marsia (1942-1943, création le 9 septembre 1948, Festival de musique de Venise), ballet en un acte
- Tartiniana pour violon et orchestre, sur des thèmes de Tartini (1951, création le 4 mars 1952, Berne)
- Piccola musica notturna pour orchestre (également en version pour groupe de chambre) (1954, création le 7 juin 1954, Hanovre)
- Variazioni pour orchestre (transcription du Quaderno musicale di Annalibera pour piano) (1954, création le 2 octobre 1954, Louisville)
- An Mathilde pour voix de femme et orchestre, texte de Heinrich Heine (1955)
- Tartiniana seconda pour violon et orchestre (aussi en version pour violon et piano), (sur des thèmes de Tartini) (1956, création le 15 mars 1957 à la RAI)
- Concerto per la notte di Natale dell'anno 1956 pour orchestre de chambre et soprano, (texte de Jacopone da Todi) (1956-1957, création le 11 octobre 1957, Tokyo)
- Dialoghi pour violoncelle et orchestre (1959-1960, création le 17 septembre 1960, Venise)
- Three questions with two answers pour orchestre (1962, création le 5 février 1963 New Haven, Connecticut)

Musique chorale
- Due liriche del Kalewala pour ténor, baryton, chœur de chambre et quatre percussionnistes (1930)
- La canzone del Quarnaro pour ténor et chœur d'hommes (1930)
- Estate pour chœur d'hommes a cappella (1932)
- Sei cori di Michelangelo Buonarroti il giovane (Six chœurs de Michel-Ange le jeune) pour chœur mixte avec ou sans instruments (1933-1936)
- Canti di prigionia pour chœur mixte et ensemble instrumental. (1938-1941, première exécution complète le 11 décembre 1941, Rome)
- Canti di liberazione pour chœur et orchestre (1951-1955, création le 28 octobre 1955, Cologne)
- Requiescant pour chœur mixte, chœur d’enfants et orchestre., textes d'Oscar Wilde et James Joyce (1957-1958, création le 17 novembre 1959, Hambourg)
- Tempus destruendi - Tempus ædificandi pour chœur mixte a cappella (1970-1971)

Musique de chambre
- Musica per tre pianoforti (Inni) pour trois pianos (1935)
- Tre episodi dal balletto "Marsia" pour piano (1942-1943)
- Sonatina canonica pour piano, (sur les Vingt-quatre caprices de Paganini) (1942-1943)
- Ciaccona, intermezzo e adagio pour violoncelle solo (1945)
- Due studi per violino e pianoforte (1947)
- Quaderno musicale di Annalibera per pianoforte (1952)
- Tartiniana seconda pour violon et piano (aussi en version pour violon et orchestre), (sur des thèmes de Tartini) (1956)
- Piccola musica notturna ou groupe de chambre (flûte, hautbois, clarinette, célesta, harpe, violon, alto et violoncelle) (aussi en version pour orchestre) (1961)

## Catalogue des œuvres
| Année   | Titre | Type d’œuvre                  | Durée  |
| ------- | --- | ----------------------------- | ------ |
| 1925    | Fiuri de tapo (texte de Biagio Marin), pour voix et piano.                                                                                                   | Musique vocale (piano)        |        |
| 1926    | Caligo (texte de Biagio Marín), pour voix et piano. | Musique vocale (piano)        | -      |
| 1928    | Dalla mia terra, pour mezzo-soprano, chœur et orchestre. | Musique chorale (orchestre)   | -      |
| 1930    | Due liriche del Kalevala, pour ténor, baryton, chœur de chambre et quatre percussionnistes.                                                                  | Musique chorale               |        |
| 1930    | La canzone del Quarnaro, pour ténor et chœur d'hommes. | Musique chorale               |        |
| 1930-32 | Partita, pour soprano, chœur et orchestre. | Musique chorale (orchestre)   |        |
| 1931-36 | Sei cori di Michelángelo Buonarroti il giovane. | Musique chorale               |        |
| 1932    | Tre studi, pour soprano et orchestre de chambre. | Musique vocale (orchestre)    |        |
| 1932    | Estate, pour chœur d'hommes a cappella. | Musique chorale (a cappella)  |        |
| 1932-33 | Rapsodia, pour voix et orchestre de chambre. | Musique vocale (orchestre)    |        |
| 1934    | Divertimento in quattro esercizi, pour soprano et cinq instruments.                                                                                          | Musique vocale (instruments)  | 12:40  |
| 1935    | Musica, per tre pianoforti (Inni), pour trois pianos. | Musique soliste (piano)       | 11:00  |
| 1936-37 | Tre laudi, pour soprano ou ténor et 13 instruments. | Musique vocale (instruments)  |        |
| 1938-41 | Canti di prigionia, pour chœur mixte et ensemble instrumental.                                                                                               | Musique chorale               | 23:20  |
| 1939-41 | Piccolo concerto per Muriel Couvreux, pour piano et orchestre.                                                                                               | Musique orchestrale           | 20:00  |
| 1940    | Volo di notte, opéra en un acte, texte du compositeur (d'après Vol de nuit d’Antoine de Saint-Exupéry).                                                      | Opéra                         |        |
| 1942-43 | Sonatina canonica, pour piano (sur les Vingt-quatre caprices de Paganini)                                                                                    | Musique soliste (piano)       | 08:00  |
| 1942-43 | Tre episodi dal balletto “Marsia”, pour piano | Musique soliste (piano)       |        |
| 1942    | Cinque frammenti di Saffo, pour soprano et orchestre de chambre (traduction de Salvatore Quasimodo).                                                         | Musique vocale (instruments)  | 08:00  |
| 1943    | Sex carmina Alcaei, pour soprano et 11 instruments (traduction de Salvatore Quasimodo).                                                                      | Musique vocale (instruments)  | 08:00  |
| 1943    | Marsia, ballet dramatique en un acte. | Ballet                        |        |
| 1944-48 | Il prigioniero, opéra en un acte, livret du compositeur (d’après La torture par l’espérance de Villiers de l’Isle-Adam)                                      | Opéra                         | 50:00  |
| 1945    | Ciaccona, intermezzo e adagio, pour violoncelle solo. | Musique soliste (violoncelle) | 17:50  |
| 1945    | Due liriche di Anacreonte, pour soprano et instruments (traduction de Salvatore Quasimodo).                                                                  | Musique vocale (instruments)  | 06:00  |
| 1946    | Rencesvals, pour voix et piano (d'après la «Chanson de Roland»)                                                                                              | Musique vocale (piano)        | 08:00  |
| 1946-47 | Due pezzi, pour orchestre. | Musique orchestrale           | 11:00  |
| 1947    | Due studi, pour violon et piano | Musique de chambre            | 11:00  |
| 1948    | Quattro liriche di Antonio Machado, pour voix et piano | Musique vocale (piano)        | 07:00  |
| 1950    | Job, sacra rappresentazione, pour solistes, récitant, chœur et orchestre, texte du compositeur (d’après le Livre de Job de la Bible)                         | Opéra                         |        |
| 1951    | Tartiniana, pour violon et orchestre, sur des thèmes de Tartini                                                                                              | Musique orchestrale           | 12:00  |
| 1951-55 | Canti di liberazione (textes de Castellio dall'Esodo et de Saint Augustin), pour chœur et orchestre.                                                         | Musique chorale (orchestre)   | 30:00  |
| 1952    | Quaderno musicale di Annalibera, pour piano | Musique soliste (piano)       | 14:00  |
| 1953    | Goethe lieder, pour voix de femme et trois clarinettes. | Musique vocale (instruments)  | 09:00  |
| 1954    | Piccola Musica notturna, pour orchestre (également en version pour groupe de chambre)                                                                        | Musique orchestrale           | 09:00  |
| 1954    | Variazioni, pour orchestre. | Musique orchestrale           | 14:00  |
| 1955    | An Mathilde (texte de Heinrich Heine), pour voix de femme et orchestre.                                                                                      | Musique vocale (orchestre)    | 15:00  |
| 1956    | Tartiniana seconda, pour violon et orchestre (aussi en version pour violon et piano) (sur des thèmes de Tartini)                                             | Musique orchestrale           | 12:00  |
| 1956-57 | Concerto per la notte di Natale dell’anno 1956 (texte de Jacopone da Todi), pour orchestre de chambre et soprano.                                            | Musique vocale (orchestre)    | 15:00  |
| 1956    | Cinque canti (poèmes grecs dans la traduction de Salvatore Quasimodo), pour baryton et instruments.                                                          | Musique vocale (instruments)  | 10:00  |
| 1957-58 | Requiescant (textes d’Oscar Wilde et James Joyce), pour chœur mixte, chœur d’enfants et orchestre.                                                           | Musique chorale               |        |
| 1959-60 | Dialoghi, pour violoncelle et orchestre. | Musique orchestrale           | 16:00  |
| 1961    | Piccola Musica notturna, pour groupe de chambre (flûte, hautbois, clarinette, célesta, harpe, violon, alto et violoncelle) (aussi en version pour orchestre) | Musique de chambre            |        |
| 1962    | Three questions with two answers, pour orchestre. | Musique orchestrale           | 21:00  |
| 1962    | Preghiere, pour baryton et groupe de chambre (texte de Murilo Mendes)                                                                                        | Musique vocale (instruments)  | 08:00  |
| 1964    | Parole di San Paolo, pour mezzo-soprano et 11 instruments d’après la Première épître aux Corinthiens                                                         | Musique vocale (instruments)  | 08:00  |
| 1968    | Ulisse, opéra en un prologue et deux actes (livret du compositeur d’après Homère)                                                                            | Opéra                         | 120:00 |
| 1970    | Sicut Umbra (texte de Juan Ramón Jiménez), pour mezzo-soprano et 15 instruments.                                                                             | Musique vocale (instruments)  | 10:00  |
| 1970-71 | Tempus destruendi: Tempus aedificandi, pour chœur mixte a cappella                                                                                           | Musique chorale (a cappella)  | 11:00  |
| 1972    | Commiato (texte attribué à Brunetto Latini), pour soprano et 15 exécutants.                                                                                  | Musique vocale (instruments)  | 12:00  |

## Écrits de Dallapiccola
- Dallapiccola on Opera, Selected writings of Luigi Dallapiccola, vol. 1, Toccata Press (1987)
- Dallapiccola on Music and Musicians, Selected writings of Luigi Dallapiccola, vol. 2, Toccata Press.
- Parole e musica. Hrsg. v. F. Nicolodi, Milan 1980, il Saggiatore.